# Tetzacual, Tlaxcala
Tetzacual är en ort i Mexiko.   Den ligger i kommunen San Pablo del Monte och delstaten Tlaxcala, i den sydöstra delen av landet, 110 km öster om huvudstaden Mexico City. Tetzacual ligger 2 468 meter över havet och antalet invånare är 121.
Terrängen runt Tetzacual är kuperad norrut, men söderut är den platt. Runt Tetzacual är det mycket tätbefolkat, med 2 614 invånare per kvadratkilometer. Närmaste större samhälle är Puebla de Zaragoza, 13,8 km sydväst om Tetzacual. Trakten runt Tetzacual består till största delen av jordbruksmark.